# フランチェスカ・マンフレーディ

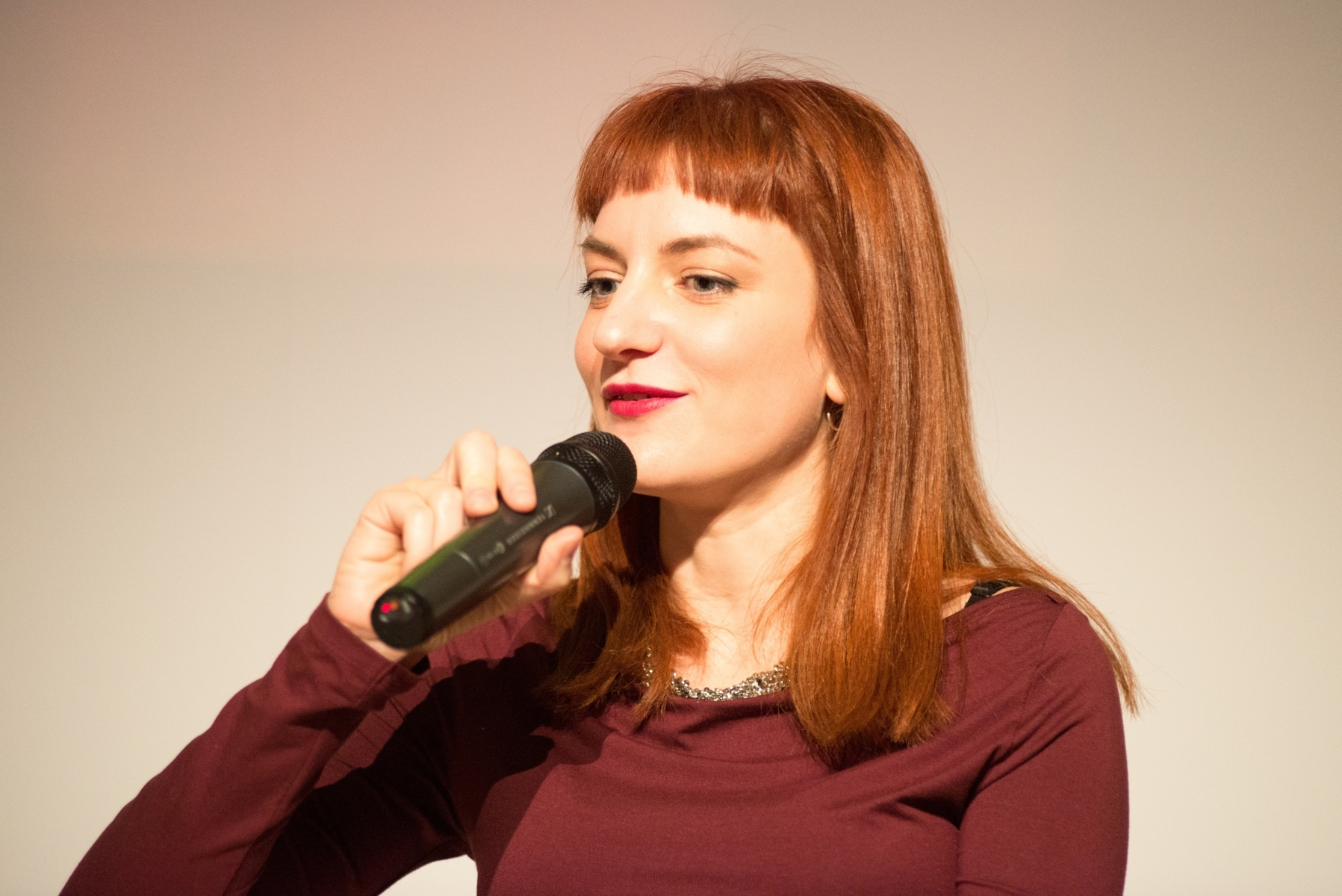
Francesca Manfredi

フランチェスカ・マンフレーディ（Francesca Manfredi, 1988年 - ）は、イタリアのエミリア・ロマーニャ州レッジョ・エミリア生まれの作家。

## 人物・作品
ライティング・スクール《スクオーラ・ホールデン》で学び、現在は講師を務める。漫画雑誌『ライナス』、日刊紙『コリエーレ・デッラ・セーラ』などに作品を発表。レイモンド・カーヴァーら北米文学のミニマリズムに影響を受ける。
2017年、なにげない生活が営まれている場所と、そこに対する住人の思いに焦点を当てた21の作品を収めた短篇集『すてきな居場所』で、《カンピエッロ賞》新人賞を受賞する。2019年には、初の長篇小説となる『塵の帝国』を発表。今後の活躍を期待されている若手作家の一人。

短編「どこか安全なところで」は、アンソロジー「どこか、安心できる場所で　新しいイタリアの文学」（国書刊行会, 2019年10月刊）　に所収されている。